# Bolhó
Bolhó é um município da Hungria, situado no condado de Somogy. Tem 25,07 km² de área e sua população em 2019 foi estimada em 756 habitantes.